# گیرمو واگنر
گیرمو واگنر (اسپانیایی: Guillermo Wagner‎; ۲ مهٔ ۱۹۳۹ – ۲۷ اکتبر ۱۹۹۳) بازیکن بسکتبال اهل مکزیک بود. وی در بازی‌های المپیک تابستانی ۱۹۶۰ شرکت کرده‌است.